# Peperomia cryptostachya
Peperomia cryptostachya är en pepparväxtart som beskrevs av Trel. & Yunck.. Peperomia cryptostachya ingår i släktet peperomior, och familjen pepparväxter. Inga underarter finns listade i Catalogue of Life.